# Балтаево (Башкортостан)
Балтаево (баш. Балтай) — село в Туймазинском районе Башкортостана, входит в состав Карамалы-Губеевского сельсовета.

## История
Основано в XVIII веке башкирами Айлинской волости Сибирской дороги, которые были поселены по договору о припуске на вотчинных землях башкир Канлинской волости Казанской дороги.

## Население
| 2002 | 2009 | 2010 |
| ---- | ---- | ---- |
| 339  | ↗341 | ↗377 |

Национальный состав
Согласно переписи 2002 года, преобладающая национальность — башкиры (77 %).

## Географическое положение
Расстояние до:
- районного центра (Туймазы): 37 км,
- центра сельсовета (Карамалы-Губеево): 16 км,
- ближайшей ж/д станции (Кандры): 30 км.

## Известные уроженцы
- Гареев Зявдат Шарипович. Родился в 1953 году в селе Балтаево Туймазинского района БАССР. В 1980 году закончил Уфимскую специальную школу подготовки начальствующего состава МВД СССР, в 1987 году - Академию МВД СССР. С 1991 по 1999 год - начальник Туймазинского ГРОВД, 1999-2003 - заместитель начальника штаба - начальник оперативного управления МВД по Республике Башкортостан. С 2002 по 2006 год - начальник Ишимбайского ГРОВД. Награжден правительственными наградами, в 1998 г. - награжден Почетной грамотой Республики Башкортостан. Полковник милиции в отставке.
- Латыпов, Марказ Каррамович (1926—1999) — хозяйственный деятель. Заслуженный нефтяник БАССР (1976), отличник нефтедобывающей промышленности СССР, почётный нефтяник СССР (1974).
- Махмутов, Фавир Шарифуллинович (2 августа 1939 — 21 июля 1988) — машинист крана-трубоукладчика строительного управления № 5 треста «Востокнефтепроводстрой», полный кавалер ордена Трудовой Славы[5][6].
- Хабибуллин, Марказ Нуриевич (3 июня 1934 — 21 июня 2015) — врач-терапевт, главный врач Кандринской больницы (1968—1984), главный врач Туймазинской центральной районной больницы (1984—1989), заместитель главного врача Октябрьской городской больницы (1989—1991), главный врач — начальник управления Центральной городской больницы г. Октябрьский (1991—1995), главный врач Центра медицинской реабилитации г. Октябрьский (1995—1996), ударник коммунистического труда (1972), юбилейная медаль за гуманную деятельность (1973), отличник санитарной обороны (1979), значок Отличник здравоохранения (1979), капитан медицинской службы (1980), врач высшей категории (1993), почетное звание Заслуженный врач Российской Федерации (1995).